# Tsugumi Ōba
Tsugumi Ōba (jap. 大場 つぐみ Ōba Tsugumi) – pseudonim japońskiego pisarza (lub pisarki), pochodzącego z Tokio. Prawdziwe dane osobowe i płeć nie są znane. Nazwisko występuje także w zapisie Ohba.
Jednym z jego/jej najbardziej znanych dzieł jest manga Death Note, do której napisał(a) historię, a którą następnie zilustrował Takeshi Obata. Współpracował(a) również z Obatą nad serią Bakuman. Inspirację dla jego/jej dzieł stanowią m.in. Shōtarō Ishinomori oraz Fujio Akatsuka. Istnieją spekulacje, że Tsugumi Ōba może być pseudonimem Gamō Hiroshiego.

## Twórczość
| Rok  | Manga            | Współautor    |
| ---- | ---------------- | ------------- |
| 2006 | Death Note       | Takeshi Obata |
| 2010 | Bakuman          | Takeshi Obata |
| 2014 | Skip! Yamada-kun | Robico        |
| 2015 | Platinum End     | Takeshi Obata |

## Nagrody
- Nominacja do Nagrody Kulturalnej im. Osamu Tezuki (2007)[4]
- Nagroda Eagle Award (2008)[5].